# Специјална основна школа „Милоје Павловић”
„Специјална основна школа „Милоје Павловић” једна је од основних школа у општини Чукарица, а налази се на адреси Милосава Влајића 1.

## Опште информације
Школа се налази у општини Чукарица, а похађа је око 130 ученика са различитим сметњама у развоју. Ђаци у школи углавном долазе са подручја Чукарице, Раковице, Барајева и Савског венца.
Поред класичних одељења од првог до осмог разреда школа има предшколску групу и одељење за образовање одраслих и продужени боравак. Разредна и предметна настава одвија се у две смене. У оквиру школе поред просветних радника раде и психолог, логопеди, соматопеди, реедукатори психомоторике и специјални педагог. Школа поседује учионице које су климатизоване, кабинете за индивидуални рад, дигиталне кабинете, фискултурну салу, канцеларије ПП службе, библиотеку, салу са свлачионицама и купатилима, као и отворени спортски терен и летњу учионицу.
Од школске 2014/2015. године школа уводи могућност и за образовњање старијих од петнаест година, које траје три године, а подељено је у три циклуса.
Организација рада школе „Милоје Павловић” састоји се од класичне наставе, продуженог боравка, образовања одраслих, индивидуалне наставе (логопоред, реедукатор психомотрике, сомапед, библиотекар, хидротерапија, сензорна интеграција, соба за стимулацију развоја), дигиталне наставе, специјалног педагога и психолога и секција (арома, ликовна и спортска секција).
Школа носи име по Милоју Павловићу, директору Женске учитељске школе у Крагујевцу и народном хероју Југославије.